# Лешничани
Лешничани (алб. Lejçan) је насељено место у општини Булћиза у округу Дибер, Албанија. Према попису из 1989. године било је 559 становника.
Према бугарском географу и историчару, Василу Канчову, у Лешничану је 1900. године живело 240 Словена муслимана. Српски етнограф Миленко Филиповић, 1940 године наводи да су Лешничани словенско муслиманско село са око 60 кућа. До половине 19. века у селу је било око 20 словенских православних кућа.